# IC 3218
IC 3218 је елиптична галаксија у сазвјежђу Дјевица која се налази на листи објеката дубоког неба у Индекс каталогу.
Деклинација објекта је + 6° 55' 38" а ректасцензија 12h 22m 19,6s. Привидна величина (магнитуда) објекта IC 3218 износи 14,7 а фотографска магнитуда 15,7. IC 3218 је још познат и под ознакама MCG 1-32-26, CGCG 42-52, VCC 542, PGC 40067.